# طنة ريشية
طنة ريشية (الاسم العلمي: Tonna pennata) هي نوع من الحيوانات يتبع جنس الطنة من الفصيلة الطنية.